# 5종 경기

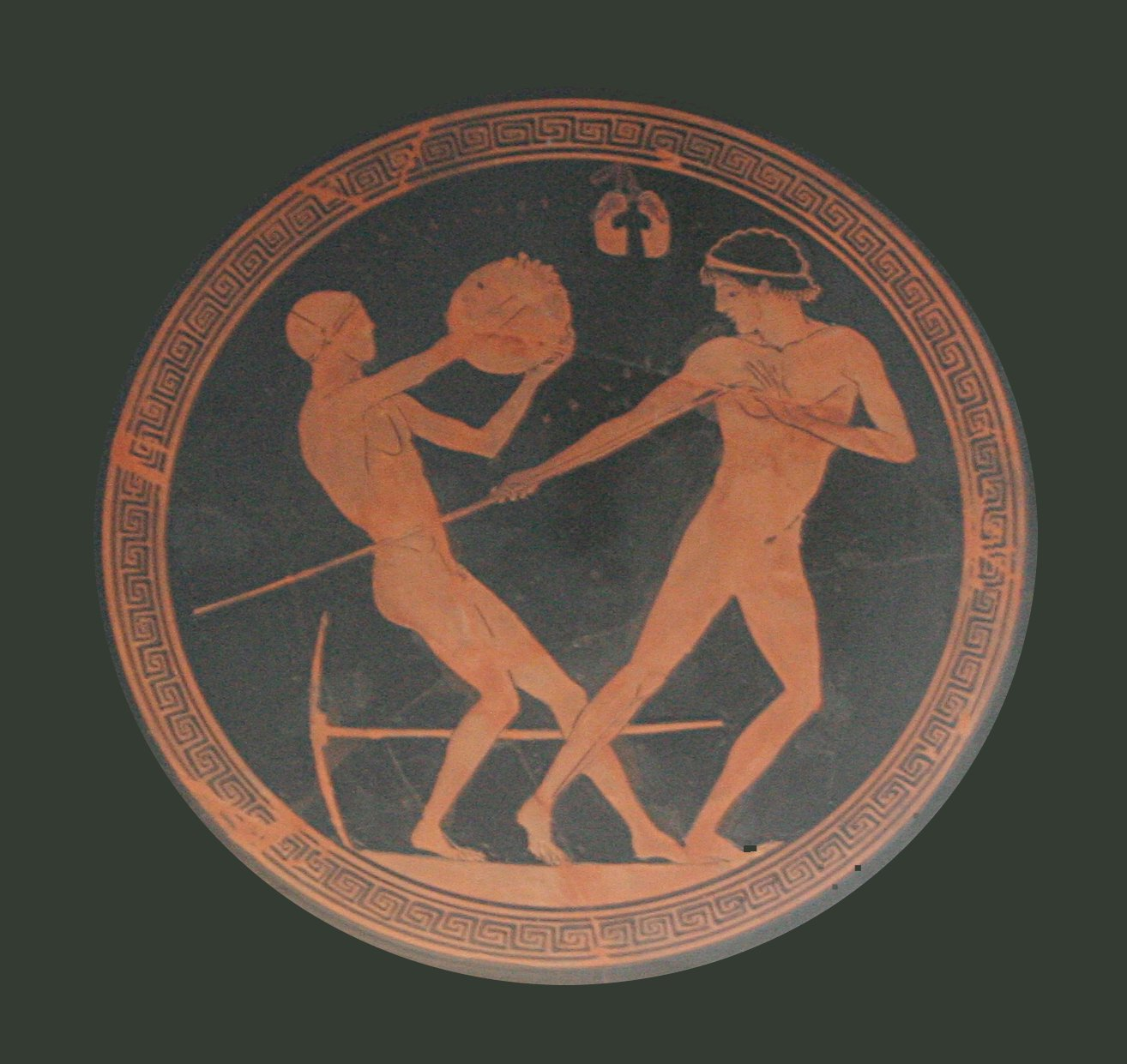
5종 경기는 고대 그리스에서 최초로 문서화되었으며 원반던지기와 창던지기가 포함되었다.

5종 경기(五種競技, pentathlon)는 고대 올림픽의 경기 종목으로, 5종의 운동으로 구성된 혼성 경기이다. 5개의 경기가 고대 올림픽 5종 경기를 위해 시행되었으며 멀리뛰기, 창던지기, 원반던지기에서부터 시작되어 이후 스타디온, 레슬링이 추가되었다. 5종 경기 선수들은 가장 능력있는 선수들에 속하는 것으로 간주되었으며 이들의 훈련은 병역의 일부이기도 하여 전쟁이나 전투에 유용한 것으로 간주되었다.

## 역사
5종 경기가 최초로 문서화된 것은 기원전 708년 고대 그리스의 고대 올림픽 경기에서였으며 기타 범그리스 경기에서도 개최되었다.